# Nový kalvinismus
Nový kalvinismus, též novo-kalvinismus, řidč. i neokalvinismus je současné hnutí v rámci konzervativního evangelikalismu, jež se snaží oživit doktríny reformačního kalvinismu (zejména v oblasti soteriologie) a kontextualizovat je do reality 21. století.

## Dějiny a učení
Zrod nového kalvinismu je spojován s konferencí Together for the Gospel, která se konala roku 2006 v Louisville. K osobnostem, které se řadí k uvedenému hnutí, patří např. John Piper, Mark Driscoll, Albert Mohler, R. C. Sproul, John MacArthur, Tim Keller, Paul Washer či Michael Horton.
Nový kalvinismus není zcela sourodým hnutím. Svou základnu má jak mezi americkými presbyteriány tak jižními baptisty. Spojuje ho kalvinistická doktrína o spáse, jeho zastánci se však rozcházejí v učení o křtu, eschatologii, trvání charizmat či názorech na formy církevní správy. Je zpravidla konzervativní v etických otázkách (odmítá homosexuální soužití či interrupce, zastává komplementaritu rolí mužů a žen), klade důraz na bezchybnost Bible, je kritický k ekumenickým aktivitám s katolickou církví, k evangeliu prosperity a marketingovým strategiím v křesťanství. 
Nový kalvinismus není jen záležitostí USA, ale významné pozice si získal např. v Brazílii. V České republice lze k novému kalvinismu řadit např. Český biblický institut v Kroměříži.